# Arcygobius baliurus
Arcygobius baliurus és una espècie de peix de la família dels gòbids i de l'ordre dels perciformes.

## Morfologia
- Els mascles poden assolir 10,2 cm de longitud total.[1][2]

## Hàbitat
És un peix de clima tropical i demersal.

## Distribució geogràfica
Es troba a les Filipines, les Seychelles, Tailàndia i el Vietnam.

## Observacions
És inofensiu per als humans.